# Barbastro
Der Ort Barbastro ist die Hauptstadt der Comarca Somontano de Barbastro in der spanischen Provinz Huesca und hat 17.558 Einwohner (Stand: 2024). Es ist Zentrum des herausragenden Weinbaugebietes Somontano, in dem seit Jahrhunderten weltbekannte Weine gekeltert werden.

## Lage und Klima
Barbastro ist das westliche Eingangstor zur Gebirgskette der Sierra de Guara; die Stadt liegt in etwa 350 m Höhe am Río Vero ungefähr 120 km nordöstlich von Saragossa bzw. ca. 50 km südöstlich von Huesca. Das Klima ist gemäßigt bis warm; Regen (ca. 600 mm/Jahr) fällt überwiegend im Winterhalbjahr.

## Bevölkerung
| Jahr      | 1857  | 1900  | 1950  | 2000   | 2024   |
| Einwohner | 7.897 | 7.033 | 9.381 | 14.671 | 17.558 |

Die Mechanisierung der Landwirtschaft und die Stilllegung kleiner Bauernhöfe („Höfesterben“) sorgten für einen Überschuss an Menschen auf dem Land; diese wanderten zumeist in die größeren Städte ab.

## Wirtschaft
Etwa die Hälfte der Arbeitnehmer ist im Dienstleistungssektor (Verwaltung, Schulen, Krankenhäuser etc.) beschäftigt; ca. 25 % arbeiten in der Kleinindustrie und im Energiesektor und ca. 12 % im Bauwesen.

## Geschichte
Die Stadt hieß zur Zeit des Römischen Reiches Barbatius. Sie wurde im Jahr 717 von den Mauren erobert und trug von da an den Namen Madyar. Bis zum Jahr 882 war sie die Hauptstadt des Emirats von Brabstra. Bis zur christlichen Rückeroberung (reconquista) im Jahr 1100 unterstand sie dem Emir von Saragossa.
Die Festungsstadt war im Jahr 1064 Ziel eines multinationalen christlichen Feldzuges gegen die Mauren.
Im frühen 12. Jahrhundert wurde das Bistum Barbastro gegründet, das jedoch nur wenige Jahrzehnte existierte und im 16. Jahrhundert neugegründet wurde; es wurde im Jahr 1995 in Bistum Barbastro-Monzón umbenannt. Bischofskirche ist die spätgotische und durch Renaissance- und Barockelementen ergänzte Kathedrale Santa María de la Asunción.
Im Jahr 1873 gründete der Priester Saturnino López Novoa in Barbastro die Kongregation der Hermanitas de los Ancianos Desamparados („Kleine Schwestern der verlassenen Alten“), eine Gemeinschaft, die sich der Pflege alter Menschen widmet. Aus den Anfängen in Barbastro entstanden zahlreiche Altenheime in ganz Spanien, später auch im Ausland. Im Jahr 2021 waren die Ordensschwestern in 20 Ländern tätig.
Kurz nach Ausbruch des spanischen Bürgerkrieges wurden am 20. Juli 1936 sechzig meist junge Ordensleute im Priesterseminar der Claretiner von anarchistischen Kräften auf Seite der republikanischen Regierung verhaftet. Innerhalb von vier Wochen starben 51 Claretiner durch Erschießungskommandos. Auch der Bischof Florentino Asensio Barroso wurde gefoltert und ermordet.

## Sehenswürdigkeiten

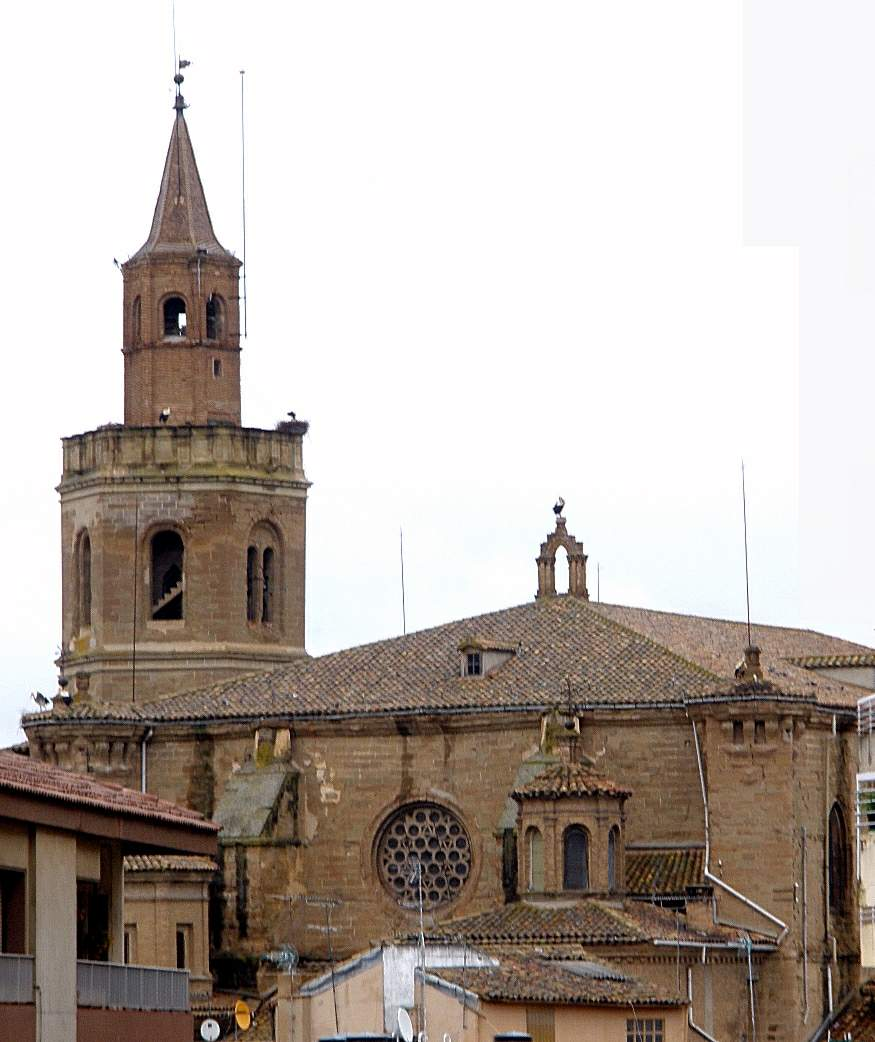
Kathedrale von Barbastro

- Kathedrale Santa María de la Asunción aus dem 16. Jahrhundert
- Archäologischer Garten mit wertvollen Zeugnissen des 12. bis 18. Jahrhunderts
- Diözesanmuseum und Bischofspalast
- San-Francisco-Kirche und der gleichnamige Brunnen. Von hier aus gelangt man zu dem bekannten Marienwallfahrtsort Torreciudad.
- Bodega Sommos

## Städtepartnerschaften
- Saint-Gaudens (Frankreich)

## Persönlichkeiten

### Söhne und Töchter der Stadt
- Bartolomé Altemir (1783–1843), Franziskaner, Universitätsprofessor und Generalminister der Franziskaner-Observanten
- Pedro López Quintana (* 1953), römisch-katholischer Geistlicher, Erzbischof und Diplomat des Heiligen Stuhls
- Manuel Vilas (* 1962), Dichter und Schriftsteller
- Sergio Samitier (* 1995), Radrennfahrer
- Christian Iguacel (* 1996), belgischer Leichtathlet

### Sonstiges
Barbastro hat mehrere Heilig- und Seligsprechungen vorzuweisen:
- Raimund von Roda (geboren 1067; † 21. Juni 1126), Bischof und Heiliger
- Teresa Jornet y Ibars, geboren 1843 in Aytona (Katalonien), Gründerin der Kongregation der Hermanas de los Ancianos Desamparados („Schwestern der Bedürftigen Alten“), am 26. August 1897 in Barbastro gestorben und am 27. Januar 1974 von Papst Paul VI. heiliggesprochen.
- Josemaría Escrivá de Balaguer y Albás (1902–1975), geboren in Barbastro, Gründer des Opus Dei, von Johannes Paul II. am 17. Mai 1992 selig- und am 6. Oktober 2002 heiliggesprochen.

Während des Spanischen Bürgerkrieges hingerichtet
- Felipe de Jesus Munarriz (1875–1936), Leiter des Seminars der Claretiner, zusammen mit 42 Seminaristen und acht geweihten Priestern in den Tagen vom 2. bis zum 18. August 1936 erschossen, alle 51 Personen am 25. Oktober 1992 von Papst Johannes Paul II. seliggesprochen.
- Ceferino Giménez Malla (1861–1936, genannt „El Pelé“) aus Fraga in der Provinz Huesca, der wegen seines Eintretens für einen katholischen Priester verhaftet und am 9. August 1936 in Barbastro hingerichtet wurde. Er wurde am 4. Mai 1997 von Johannes Paul II. seliggesprochen und war damit der erste seliggesprochene Kalo und Angehörige der Roma.
- Florentino Asensio Barroso, geboren 1877 in Villasexmir in der Provinz Valladolid, am 26. Januar 1936 zum Bischof von Barbastro geweiht, wurde während des Bürgerkrieges unter Hausarrest gestellt, gefoltert und am 9. August 1936 erschossen, von Johannes Paul II. am 4. Mai 1997 seliggesprochen.